# Zvezdița, Varna
Zvezdița (în bulgară Звездица) este un sat în comuna Varna, regiunea Varna,  Bulgaria. 

## Demografie
Componența etnică a satului Zvezdița
     Bulgari (83,58%)
     Nicio identificare (16,41%)
     Altele (0%)
La recensământul din 2011, populația satului Zvezdița era de 1.188 locuitori. Din punct de vedere etnic, majoritatea locuitorilor (83,58%) erau bulgari. Pentru 16,41% din locuitori nu este cunoscută apartenența etnică.